# Korf
Korf (en rus: Корф) és un poble del krai de Kamtxatka, a Rússia, que el 2021 tenia 18 habitants. Pertany al districte de Tilítxiki.